# مک ویلیامز (آلاباما)
مک ویلیامز (به انگلیسی: McWilliams) یک منطقهٔ مسکونی در ایالات متحده آمریکا است که در شهرستان ویلکاکس، آلاباما واقع شده‌است. مک ویلیامز ۹۲٫۹۷ متر بالاتر از سطح دریا واقع شده‌است.